# Éculleville
Éculleville település Franciaországban, Manche megyében. Lakosainak száma 29 fő (2018. január 1.). Éculleville Omonville-la-Rogue, Beaumont-Hague és Gréville-Hague községekkel határos.

## Népesség
A település népességének változása:
| Lakosok száma | 56   | 33   | 55   | 55   | 42   | 33   | 31   | 31   | 31   | 29   |
|               | 1968 | 1975 | 1982 | 1990 | 1999 | 2011 | 2013 | 2015 | 2017 | 2018 |